# Konstandinos Kodzias
Konstandinos Kodzias (gr. Κωνσταντίνος Κοτζιάς, ur. 17 maja 1892 w Atenach, zm. 8 grudnia 1951) – grecki szermierz, uczestnik igrzysk w Sztokholmie i igrzysk w Paryżu.
W 1934 roku został wybrany burmistrzem Aten. Za czasów reżimu 4 sierpnia pełnił funkcję ministra do spraw dystryktu stołecznego. Po śmierci dyktatora Joanisa Metaksasa w styczniu 1941 roku został wyznaczony przez króla na premiera nowego rządu, lecz odrzucił ową propozycję. Podczas okupacji przebywał w USA. Po powrocie ponownie został wybrany burmistrzem Aten i pełnił urząd aż do śmierci w 1951 roku.